# Tous les secrets
Tous les secrets è una canzone inedita registrata dalla cantante canadese Céline Dion per il suo greatest hits francese On ne change pas (2005). Il brano fu utilizzato anche come tema musicale del film d'animazione del 2006, Asterix e i vichinghi e fu pubblicato in Europa come secondo singolo promozionale dell'album il 15 marzo 2006.

## Antefatti e contenuti
Il brano è stato scritto e prodotto da Kristian Lundin, autore di molti successi della Dion come That's the Way It Is e I'm Alive, e da Jacques Veneruso, Sebastian Thott, Didrik Thott e Carl Bjorsell.
Il CD singolo distribuito sul mercato discografico includeva anche una versione in inglese di Tous les secrets, intitolata Let Your Heart Decide. Entrambe le versioni sono state incluse nella colonna sonora del film Asterix e i vichinghi, pubblicata l'8 maggio 2006.

## Videoclip musicale
Per il singolo furono realizzati due videoclip musicali per entrambe le versioni. I videoclip mostrano scene di Céline durante la sessione di registrazione e frammenti del film. I videoclip sono stati inclusi successivamente nel DVD Asterix e i vichinghi, pubblicato il 25 ottobre 2006.

## Successo commerciale
Tous les secrets non ottenne un buon successo commerciale ma riuscì comunque a salire in top 40 in gran parte dei paesi in cui fu rilasciato. In Québec raggiunse la 16ª posizione della classifica mentre in Europa raggiunse la numero 10 in Grecia, la numero 20 in Francia e la numero 33 in Belgio Vallonia.

## Interpretazioni dal vivo
Céline Dion promosse il suo nuovo singolo interpretandolo nel programma televisivo francese Hit Machine.
Nel Summer Tour 2016 Céline attuò un medley acustico che comprendeva anche Tous les secrets.

## Formati e tracce
CD Singolo Promo (Francia) (Columbia: 82876760922)
1. Tous les secrets – 2:44 (Kristian Lundin, Sebastian Thott, Didrik Thott, Carl Bjorsell, Jacques Veneruso)

CD Singolo (Europa) (Columbia: 82876806592)
1. Tous les secrets – 2:44 (Lundin, S. Thott, D. Thott, Bjorsell, Veneruso)
2. Let Your Heart Decide – 2:45 (Lundin, S. Thott, D. Thott, Bjorsell)

## Classifiche
| Classifica (2006)              | Posizione massima raggiunta |
| ------------------------------ | --------------------------- |
| Belgio Vallonia (Ultratop 50)  | 33                          |
| Francia (SNEP)                 | 20                          |
| Grecia (IFPI)                  | 10                          |
| Québec (ADISQ)                 | 16                          |
| Svizzera (Schweizer Hitparade) | 75                          |